# Tháng hai
Tháng hai là tháng thứ hai và tháng có ít ngày nhất theo lịch Gregorius: 28 ngày hoặc 29 ngày (năm nhuận).

## Sự kiện
- Ngày thành lập Đảng Cộng sản Việt Nam (ngày 3 tháng 2)
- Ngày Valentine (ngày 14 tháng 2)
- Quốc khánh Kuwait (ngày 25 tháng 2)
- Ngày thầy thuốc Việt Nam (ngày 27 tháng 2)